# Ivane Javachisjvili
Prins Ivane Javachisjvili, född 11 april 1876 i Tbilisi, Georgien, Kejsardömet Ryssland, död 18 november 1940 i Tbilisi, Georgiska SSR, Sovjetunionen, var en georgisk historiker och lingvist vars omfattande verk starkt påverkat den moderna kunskapen om historia och kultur i Georgien.

## Biografi
Javachisjvili var son till prins Alexander Javachisjvili som var lärare vid Tbilisis gymnasium. Efter att ha tagit examen vid fakulteten för orientaliska studier vid universitetet i Sankt Petersburg 1899 blev han privatdocent vid institutionen för armenisk och georgisk filologi vid sitt alma mater. Från 1901 till 1902 var han gästforskare vid universitetet i Berlin.
År 1902 följde han sin mentor akademikern Nicholas Marr till berget Sinai där de studerade medeltida georgiska manuskript. Efter att de första volymerna av Javakhishvilis verk Kartveli eris Istoria (Georgiens historia) getts ut mellan 1908 och 1914 etablerade han sig snabbt som en framstående auktoritet på georgisk och kaukasisk historia, georgisk juridik, paleografi, diplomati, musik, drama samt andra ämnen. 
I början av 1918 medverkade Javakhishvili till grundandet av Georgiens första ordinarie universitet i Tbilisi, något som hade motarbetats av de kejserliga ryska myndigheterna. Tbilisis universitet (dagens I. Javakhishvili Tbilisi statsuniversitet, TSU), där Javakhishvili blev professor och chef för avdelningen för Georgiens historia, intog snabbt en dominerande ställning i Georgiens pedagogiska liv. 
År 1919 efterträdde Javakhishvili den kände kemisten Petre Melikishvili som andra rektor fram till juni 1926 då toleransen för ickemarxistiska intellektuella började avta i efterdyningarna av det antisovjetiska augustiupproret 1924. Avsättningen räddade förmodligen hans liv, eftersom hans efterträdare vid universitetet var bland offren för den stora stalinistiska utrensningen 1936–1937. Han tvingades lämna universitetet 1938, men blev snart utsedd till chef för historiska institutionen vid Georgiens statliga museum, vilket han ledde till sin död i Tbilisi 1940.

## Eftermäle
Javakhishvili har skrivit mer än 170 verk som behandlar olika aspekter av Georgiens politiska, kulturella, sociala och ekonomiska historia. Sedan publiceringen av den första upplagan av hans huvudverk En historia av georgiska nationen 1908 (publicerade i sin helhet mellan 1908 och 1949), förblev detta en av de mest omfattande och vältaliga behandlingarna av förmodern georgisk historia. Flera av Javakhishvilis mest inflytelserika artiklar och böcker, inklusive En historia av georgiska nationen, har återutgivits 1977–1998 i tolv volymer med hans samlade verk.